# Bibbiena
Bibbiena – miejscowość i gmina we Włoszech, w regionie Toskania, w prowincji Arezzo.
Według danych na styczeń 2009 gminę zamieszkiwało 12 727 osób przy gęstości zaludnienia 147,4 os./1 km².
Urodzili tu się dyplomaci papiescy abp Antonino Merciai OP oraz abp Amelio Poggi.

## Bibliografia

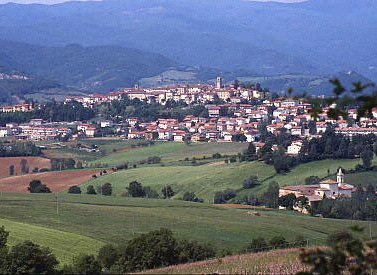
Panorama Bibbieny

## Miasta partnerskie
- Boulazac